# Fara ve Veselé
Fara ve Veselé se nachází v jižní části stejnojmenné obce, ležící asi 4 km jihovýchodně od centra města Valašského Meziříčí v okrese Vsetín. Objekt se nachází v majetku římskokatolické farnosti Veselá a ode dne 21. května 2003 je chráněn jako kulturní památka pod č. 100285.

## Historie
V rámci zahušťování farní sítě, prosazované josefinskými reformami, byla roku 1784 ustanovena samostatná duchovní správa ve Veselé, která do té doby spadala pod rožnovskou farnost. Prvním farářem se stal někdejší velehradský cisterciák Jan Nepomuk Weiser, jenž se farnosti ujal v říjnu 1785. Samotná fara byla zbudována patrně v průběhu téhož roku, což naznačuje dendrochronologická datace některých dřevěných prvků v konstrukci budovy. Vyrostla na svažitém pozemku v těsném sousedství hřbitova a starého roubeného kostela, který byl roku 1821 nahrazen kamennou novostavbou.
Podle inventáře z roku 1805 disponovala budova celkem pěti místnostmi, z nichž dvě využíval farář, dvě kaplan a z pokoje obývaného čeledí se vcházelo do kuchyně. K faře náleželo hospodářské zázemí se stodolou a stájí, jež byla využívána pro ustájení koní a krav. Na zahradě, obehnané plotem z prken, rostly ovocné stromy a pěstovala se zde zelenina pro potřebu farní kuchyně. Po smrti faráře Ignáce Kresty v roce 1808 bylo na faře nalezeno několik kusů nábytku, různé nádobí, natahovací puška, 34 knih, zrcadla a také několik obrazů včetně portrétu císaře Františka I.
V průběhu 19. století byla fara často upravována; roku 1851 byla zcela vyměněna šindelová krytina střechy a roku 1875 došlo také na přestavbu sklepních prostor. K dalším stavebním úpravám docházelo i ve 20. století, zejména pak k nahrazení střešního šindele eternitovými šablonami (1947) a demolici původních komínů (1967).
Posledním veselským farářem, který na faře bydlel, byl Alfréd Konstantin Josef Pchálek (1917–1987). Jeho nástupci spravují Veselou ze Zašové, kde rovněž sídlí. Od roku 2004 je část veselské fary pronajímána k soukromému bydlení.

## Architektura
Veselská fara je nevelkou stavbou obdélného půdorysu, stojící na vysokém soklu s trojicí sklepů, doplněná o předsazené dvouramenné schodiště s nikou a podestou. Dominantou objektu je mansardová střecha s průčelním vikýřem. Z hospodářského zázemí, asanovaného v roce 2010, zůstala dochována pouze zděná pilířová brána.